# Forfatning
En forfatning, konstitution eller grundlov er en lov, eller et sæt af love, der fastlægger de politiske rammer for en nationalstat eller anden form statssamfund. De tre begreber "forfatning" og "grundlov" og "konstitution" er synonymer. Forfatningen beskriver reglerne for nationalstatens/samfundets overordnede indretning og institutioner, procedurer for vedtagelse af lovgivning  og regeldannelse. I moderne forfatninger indgår tillige en sikring af borgernes grundlæggende rettigheder og dermed fravær af vilkårlige overgreb fra lovgivningsmagtens side. Proceduren til forfatningsændring er sædvanligvis mere omstændig end proceduren til vedtagelse af almindelig lovgivning. En af de centrale idéer med den moderne forfatning er at sikre alle borgere grundlæggende rettigheder og dermed fravær af vilkårlige overgreb fra lovgivningsmagtens side ved at statens magt er begrænset for at sikre borgernes rettigheder. Endvidere fastlægger en forfatning fordelingen af opgaver mellem statens institutioner.
Det juridiske studium af en gældende forfatning betegnes statsforfatningsret. Mens det juridiske studium af en forfatning, som ikke længere er gældende, udgør forfatningshistorie.
En stats forfatning er som regel nedskrevet i en særlig lov, en grundlov, men der findes stater, hvor forfatningen består af flere forskellige love.
I EU forsøgte man i 2004-2005 at få vedtaget en forfatning for hele unionen, den såkaldte forfatningstraktat, men processen strandede, efter at Frankrigs og Hollands befolkninger stemte nej i 2005. Samarbejdet i EU er dog reguleret ved en række grundlæggende traktater, der fastlægger rammerne for det overstatslige samarbejde. 
I Danmark er Danmarks Riges Grundlov det nationale forfatningsdokument. I dag findes også andre dokumenter, for eksempel Den Europæiske Menneskerettighedskonvention, som antages at have forfatningskarakter, ligesom også EU-lovgivningen de facto angiver politiske rammer for de enkelte medlemsstaters lovgivning på visse områder.